# Rasmus Nøhr
Rasmus Bensby Nøhr (født 7. marts 1972 i København) er en dansk sanger, sangskriver og guitarist. Han er bedst kendt for hittet "Sommer i Europa" fra albummet Lykkelig smutning, der var den næstmest spillede danske sang på P3 i 2006. Han har udgivet seks soloalbums, hvor det seneste, Monas butik, blev udgivet i 2018.
Han grundlagde DM i Rock i 1991. Sammen med Gus Hansen etablerede han i 2012 koncertrække Danmark Dejligst, hvor koncerter blev spillet i hele landet.
Nøhr har desuden deltaget i underholdningsprogrammerne Toppen af Poppen og Vild med dans.

## Liv og karriere
Rasmus Nøhr blev født på Øresundshospitalet som søn af Ulla Bensby og musikeren Jens Nøhr. Han voksede op på Nørrebro, nærmere betegnet Læssøesgade. I 1991 startede han DM i Rock, som han var daglig leder af frem til 1996. I 1998 forlod Nøhr musikbranchen og tog derefter til USA, for at tjene penge ved at spille backgammon og poker, men efter at være blevet indlagt i livsfarlig dehydreret tilstand som konsekvens af at være kørt forkert i Nevadas ørken, tog han tilbage til Danmark og begyndte sin musikkarriere.
Hans selvbetitlede debutplade blev umiddelbart ikke en stor salgssucces, da det kun tilbragte fire uger på hitlisten fra 2004–05. Det fik fire ud af seks stjerner i musikmagasinet GAFFA, og albummet var med til at slå hans navn fast i folks bevidsthed, især med sangen "Det glade pizzabud", der var en duet med sangerinden Ida Corr. Tre år efter udgivelsen modtog albummet guld for 15.000 solgte eksemplarer. Det blev nomineret til prisen Årets danske popudgivelse ved Danish Music Awards i 2005, men tabte til Tue Wests selbetitlede debutalbum. 
I 2004 bidrog han også med sangen "Hash eller gas" på støttealbummet Bevar Christiania. Året efter, i 2005, indspillede han en coverversion af sangen "Blaffersangen" til albummet Værsgo 2, der var et hyldestalbum til Kim Larsens debutalbum Værsgo fra 1973. Hans version blev kaldt "troværdig" i GAFFA, der gav albummet tre ud af seks stjerner.
Med albummet Lykkelig smutning (2006) blev hans navn kendt blandt bredere kredse, især hjulpet på vej af hittet "Sommer i Europa". Albummet lå højt placeret på salgslisten i mange uger (med højeste placering som nummer fire), og endte med at modtage platin for 30.000 solgte eksemplarer. Albummet blev certificeret guld. Albummet blev desuden nomineret til årets popudgivelse ved Danish Music Awards 2007. I 2006 blev dokumentarfilmen Mig og dig om Nøhr og vejen til succes produceret af Max Kestner.
Rasmus Nøhr udsendte i 2008 sit tredje studiealbum, I stedet for en tatovering, det sidste under kontrakt med Copenhagen Records. Albummet debuterede på hitlistens syvendeplads. I 2010 udkom albummet Fra kæreste til grin på Mermaid Records og Sony Music, der har modtaget guld for 10.000 solgte eksemplarer. Året efter udkom opsamlingsalbummet Samlesæt Vol. 1 - bedste sange 2000-2010. Albummet gik ind som nummer fem på hitlisten, og det modtog guldcertificering for 10.000 solgte eksemplarer december samme år, og havde solgt platin i 2016.
I 2011 medvirkede Nøhr i TV 2s musikprogram Toppen af Poppen sammen med bl.a. Søs Fenger, Anne Linnet og Brødrene Olsen. Her fortolkede de hinandens sange, og Nøhr sang bl.a. "Holder øje med dig" for Fenger, "Angelina" for Brødrene Olsen. Hans udgave af Linnets sang "Smuk og dejlig" gjorde hende meget rørt. Flere af sangene, heriblandt "Smuk og Dejlig", blev efterfølgende udgivet på CD'en  Toppen af Poppen 2, der nåede #1 på albumhitlisten og solgte platin.
I 2012 deltog han i Vild med dans sammen med partner Karina Frimodt. Han endte på en sjetteplads efter at være røget ud i 6. program. Samme år reddede han også en spansk turist fra at drukne ved Islands Brygge i København.
Siden 2012 har Nøhr og hans band afholdt en lang koncertrække under navnet Danmark Dejligst, hvor skiftende kunstnere i forskellige danske provinsbyer har optrådt sammen med bandet. Koncerterne har været gratis for publikum, og musikerne har i stedet fået andel i salget fra mad og drikkevarer. Den første blev afholdt i Stilling. Konceptet blev startet af Nøhr sammen med hans mangeårige ven, den professionelle pokerspiller Gus Hansen. Hansen forlod dog projektet i 2017 efter det havde givet et stort underskud, og han stævnede Nøhr for 896.000 kr.
I 2013 udkom Rasmus Nøhrs femte studiealbum, Retursekund. Albummet debuterede som nummer 10 på hitlisten, og blev kaldt hans "hidtil bedste album" af Berlingske.
I 2014 medvirkede han på sangen "Stjerner og hvidt lys" med Clemens og Simon Talbot, hvis musikvideo blev vist under Zulu Comedy Galla samme år. I videoen ses sangerne i et træningscenter og den ender med at de alle er i bad sammen. Både videoen og teksten har stærke homo-erotiske undertoner. I maj 2018 var videoen set knap 4,1 millioner gange på YouTube.
I en analyse fra 2017 udført af musikmagasinet GAFFA fandt man, at 27% af ordene i hans tekster var unikke, hvilket var det tredjehøjeste blandt danske kunstnere og grupper, kun overgået af Shu-Bi-Dua (28%) og C.V. Jørgensen (33%).

## Hæder
Danish Music Awards
| År   | Modtager/nomineret arbejde | Pris                       | Resultat  |
| ---- | -------------------------- | -------------------------- | --------- |
| 2005 | Rasmus Nøhr                | rets danske popudgivelse   | Nomineret |
| 2007 | "Sommer i Europa"          | Årets Danske Hit           | Nomineret |
| 2007 | Lykkelig smutning          | Årets Danske Pop Udgivelse | Nomineret |

P3 Guld
| År   | Modtager/nomineret arbejde | Pris             | Resultat  |
| ---- | -------------------------- | ---------------- | --------- |
| 2006 | "Sommer i Europa"          | P3 Lytterhit     | Nomineret |
| 2006 | Rasmus Nøhr                | P3 Gennembruddet | Nomineret |

## Diskografi

### Studiealbum
| År   | Album                      | Højeste placering | Certificering |
| År   | Album                      | Danmark           | Certificering |
| ---- | -------------------------- | ----------------- | ------------- |
| 2004 | Rasmus Nøhr                | 21                | - Guld        |
| 2006 | Lykkelig smutning          | 4                 | - Platin      |
| 2008 | I stedet for en tatovering | 7                 |               |
| 2010 | Fra kæreste til grin       | 4                 | - Guld        |
| 2013 | Retursekund                | 10                |               |
| 2018 | Monas butik                | 16                |               |

### Opsamlingsalbum
| År   | Album                                    | Højeste placering | Certificering |
| År   | Album                                    | Danmark           | Certificering |
| ---- | ---------------------------------------- | ----------------- | ------------- |
| 2011 | Samlesæt Vol. 1 - bedste sange 2000-2010 | 5                 | - Platin      |

### Singler
| År   | Singler                                               | Højeste placering i DK | Certificering | Album                      |
| ---- | ----------------------------------------------------- | ---------------------- | ------------- | -------------------------- |
| 2004 | "Det Glade Pizzabud"                                  | -                      | -             | Rasmus Nøhr                |
| 2006 | "Sommer i Europa"                                     | 1                      | -             | Lykkelig smutning          |
| 2008 | "Alderspræsident"                                     | 7                      | -             | I stedet for en tatovering |
| 2008 | "Regnvejr"                                            | 15                     | -             | I stedet for en tatovering |
| 2010 | "Sød Musik"                                           | 15                     | -             | Fra kæreste til grin       |
| 2010 | "Fra Kæreste til Grin"                                | -                      | -             | Fra kæreste til grin       |
| 2010 | "Vintertræk"                                          | -                      | -             | Fra kæreste til grin       |
| 2010 | "Den generte dreng"                                   | -                      | -             |                            |
| 2013 | "Retursekund"                                         | 14                     | -             | Retursekund                |
| 2013 | "Lige Nu & Lige Her"                                  | 64.                    | -             | Retursekund                |
| 2013 | "Tænker for meget"                                    | -                      | -             |                            |
| 2014 | "Tror du vi ku' - Single version"                     | -                      | -             |                            |
| 2014 | "Stjerner og hvidt lys" feat. Clemens og Simon Talbot | -                      | -             |                            |

## Filmografi
- 2006 Mig og dig